# Lothar Biener
Lothar Biener (* 9. August 1935 in Halle (Saale); † 23. September 2017) war ein deutscher Politiker (SPD). Er war von 1990 bis 2002 Mitglied des Landtages von Sachsen-Anhalt.

## Leben
Biener begann nach dem Besuch der Oberschule und der Abendoberschule eine Lehre zum Forstfacharbeiter. Anschließend war er als Produktionsarbeiter im Gaswerk Halle tätig. Nach einem absolvierten Direktstudium und einem Fernstudium graduierte er zum Ingenieur für Gaserzeugung beziehungsweise zum Ingenieur für Gasverteilung und -anwendung. 1958 bis 1959 arbeitete er in der Großgaserei Magdeburg und anschließend ein Jahr bei den Leunawerken. Von 1960 bis 1990 war Biener bei der Energieversorgung in Halle im Gebiet der wirtschaftlichen Energieversorgung beschäftigt. Im Jahre 1990 war Biener Mitarbeiter des Zeitungsverlags „Anhalt“.
Biener war verheiratet und Vater von zwei Kindern. Er starb im Alter von 82 Jahren.

## Partei
1989 trat er in die Sozialdemokratische Partei in der DDR (SDP) ein.
Biener war lange Jahre Mitglied beziehungsweise Vorsitzender des SPD-Stadtvorstands Dessau.

## Abgeordneter
Biener war seit 1990 Landtagsabgeordneter und vertrat den Wahlkreis Dessau II. Zur Wahl 2002 kandidierte er nicht erneut.
Er war Mitglied im Ausschuss für Petitionen und im Ausschuss für Kultur und Medien.